# Paul-Günter Pötz
Paul-Günter Pötz (* 13. Mai 1923 in Siegen; † 29. August 2017 in Bonn) war ein deutscher Jurist und ein Ministerialdirigent in dem Bundesministerium der Justiz.

## Leben
Nach dem Studium der Rechtswissenschaften in Marburg trat Pötz 1954 in den höheren Justizdienst ein und war zuletzt als stellvertretender Vorsitzender einer Jugendstrafkammer tätig. 1959 wechselte er in das Bundesministerium der Justiz nach Bonn, in dem er 19 Jahre Leiter des Referats Internationales Strafrecht war. Seit 1980 war er dort als Ministerialdirigent und Leiter der Unterabteilung Materielles Strafrecht bis zu seinem Ausscheiden im Jahre 1988 tätig. Daneben hat er von 1963 bis 1978 Aufgaben beim Europäischen Ausschuss für Strafrechtsfragen des Europarats (CDPC) wahrgenommen, zuletzt seit 1975 als dessen Präsident.
Pötz war seit 1965 Mitglied der Schriftleitung des Goltdammer’s Archiv für Strafrecht und von 1974 bis 2003 als alleiniger Herausgeber und Schriftleiter für das monatliche Erscheinen verantwortlich. Ebenfalls seit 1974 hat sich Pötz als alleiniger Herausgeber des Standardwerkes Internationaler Rechtshilfeverkehr in Strafsachen seinen wissenschaftlichen Ruf erarbeitet.
Pötz war Mitglied der Deutschen Landesgruppe der Internationalen Strafrechtsgesellschaft, ab 1974 deren Generalsekretär und von 1984 bis 1989 Vorsitzender der Landesgruppe.
Er war ein Mitglied der Turnerschaft Philippina-Saxonia in Marburg und der CDU.

## Auszeichnungen
- Großes Verdienstkreuz des Verdienstordens der Bundesrepublik Deutschland (1988 verliehen)